# 주로스앤젤레스 일본 총영사관
주로스앤젤레스 일본 총영사관(영어: Consulate-General of Japan in Los Angeles, 在ロサンゼルス日本国総領事館)은 일본 외무성이 미국 로스앤젤레스에 설치한 총영사관이다. 또한 2021년을 기준으로 현임 총 영사는 소네 겐코(曽根健孝)이다.
2018년 10월을 시점으로 하여, 재외공관별 체류 일본인 수는 10,0000명으로, 이는 230여 곳에 달하는 일본의 재외 공관 중 가장 큰 규모로, 맞은편의 코리아타운에 위치하고 있는 주로스앤젤레스 대한민국 총영사관보다도 더 큰 규모이다.

## 소재지
- 350 South Grand Avenue, Suite 1700, Los Angeles, CA 90071[3]

## 관할 구역
- 캘리포니아주 남부 : 로스앤젤레스군, 오렌지군, 샌디에고군, 임페리얼군, 리버사이드군, 샌버너디노군, 벤투라군, 샌타바버라군, 샌루이스오비스포군
- 애리조나주[A]

## 같이 보기

### 일반 주제
- 주미국 일본 대사관
- 라후 신보(영어판, 일본어판, 중국어판)
- 미국-일본 관계

### 로스앤젤레스에 설치한 다른 재외공관
- 주로스앤젤레스 대한민국 총영사관
- 주로스앤젤레스 중국 총영사관(영어판)
- 주로스앤젤레스 필리핀 총영사관(영어판)
- 주로스앤젤레스 타이베이 경제문화판사처(중국어판)